# فرودگاه پورت الگین
فرودگاه پورت الگین (به انگلیسی: Port Elgin Airport) یک فرودگاه همگانی است که یک باند فرود چمن دارد و طول باند آن ۱۱۵۸ متر است. این فرودگاه در کشور کانادا قرار دارد و در ارتفاع ۱۹۸ متری از سطح دریا واقع شده است.